# Italia (metropolitana di Catania)
Italia è una stazione della Metropolitana di Catania, inaugurata nel 1999, facente parte della prima tratta aperta all'esercizio, ovvero CT. Porto-Borgo.
Essa è di tipologia sotterranea, ed è gestita dalla  Ferrovia Circumetnea.

## Ubicazione
Ubicata nel tratto più a sud del corso delle Province possiede sei uscite, due rampe di scale su V.le Vittorio Veneto, due ascensori e una rampa di scale su c.so delle Province e una rampa di scale su via Oliveto Scammacca incrocio via Firenze permettendo di raggiungere in poche centinaia di metri molte importati strade affollate di uffici, studi, banche ed esercizi commerciali.
Essendo posta in una zona centrale della città, permette di raggiungere alcuni tra i più importanti uffici e servizi ubicati nei pressi: Tribunale, Pretura, TAR, Provveditorato agli studi, Palazzo delle Scienze e Palazzo Ramondetta sede dei Dipartimenti di Economia e Geologia dell'Università di Catania, Uffici ASP3, vari istituti scolastici di ogni ordine e grado.

## Servizi
La stazione e dotata di:
- Scale mobili;
- Ascensore per portatori di handicap (non attivo);
- Servizio di video sorveglianza;
- Biglietteria automatica;
- Annuncio sonoro annunciante l'arrivo dei treni.

## Interscambio
Nei dintorni sono presenti varie fermate di autobus urbani, su v.le Vitt.Veneto, c.so Italia e v.le Libertà con molte linee transitanti da e per il centro (ALIBUS-421-431N-431R-530-534-628N-628R-935-BRT5)
- Fermata autobus, linee urbane AMTS[3]
- linee suburbane ed extraurbane AST[4]-FCE-Etna Trasporti[5]-ISEA[6]
- Stazione taxi